# Dicranostigma leptopodum
Dicranostigma leptopodum là một loài thực vật có hoa trong họ Anh túc. Loài này được (Maxim.) Fedde mô tả khoa học đầu tiên năm 1905.